# 바시아노 (라티나도)
바시아노(이탈리아어: Bassiano)는 이탈리아 라치오주 라티나도에 위치한 코무네다. 로마로부터 남동쪽으로 60km, 라티나로부터 북동쪽 14km 거리에 있다.